# ألكسندر شميت
الكسندر شميت (بالألمانية: Alexander Schmidt) (و. 1968  م) هو لاعب كرة قدم، ومدرب كرة قدم، من ألمانيا، ولد في آوغسبورغ.

## روابط خارجية
- ألكسندر شميت على موقع قاعدة بيانات كرة القدم.إي يو (الإنجليزية)
- ألكسندر شميت على موقع بيانات كرة القدم. دي إي (الألمانية)
- ألكسندر شميت على موقع عالم كرة القدم.نت (الإنجليزية)